# Arestanty

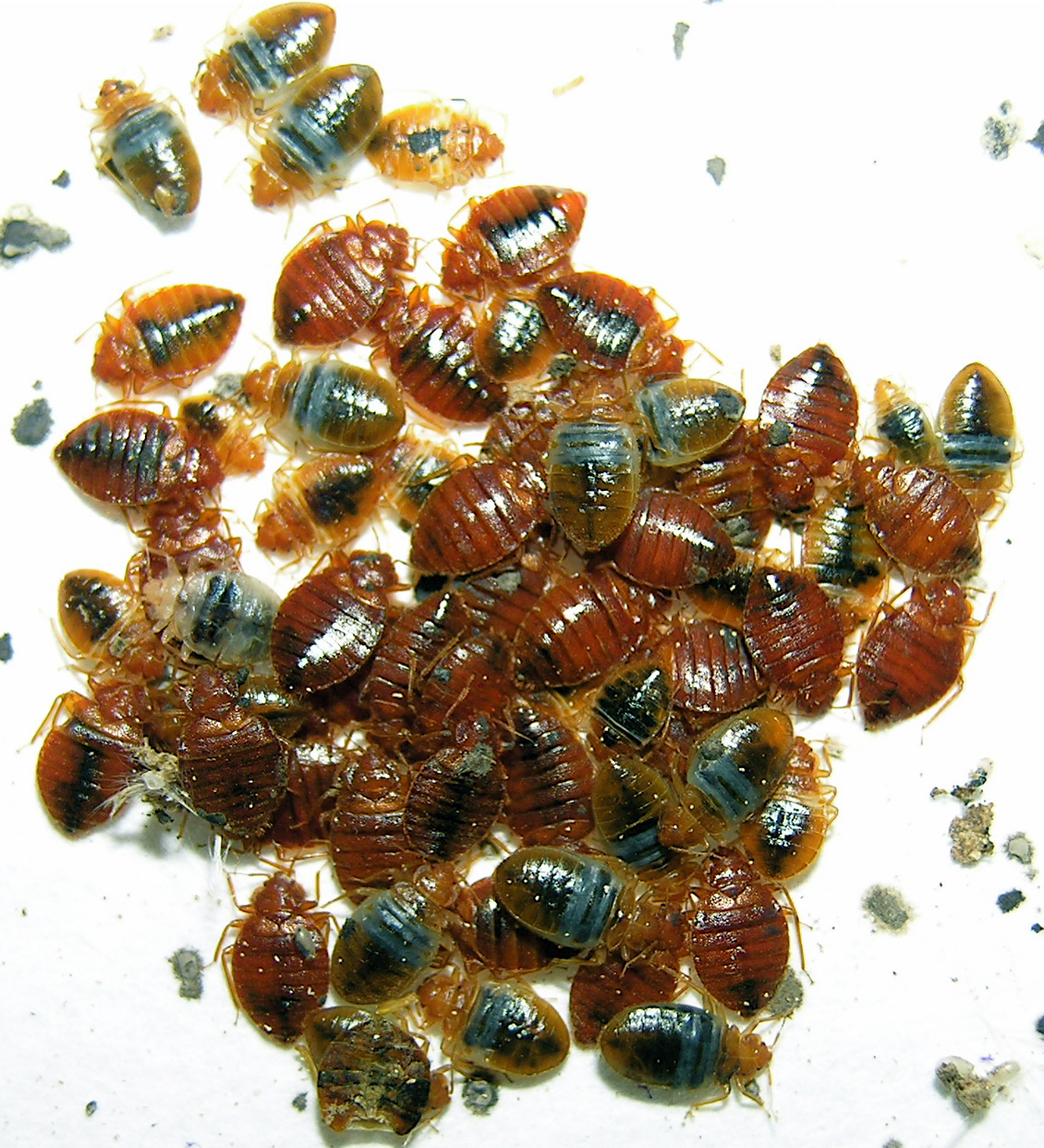
widoczne wylinki i kał są sygnałem, ze pluskwy mają optymalne warunki rozwoju.

Arestanty – związki chemiczne zatrzymujące fitofaga na roślinie. Przykładem mogą być pluskwy używające arestantów do wzajemnej komunikacji.